# Swanton (Nebraska)
Swanton je selo u američkoj saveznoj državi Nebraska. Prema popisu stanovništva iz 2010. u njemu je živjelo 94 stanovnika.